# Carinafolium tatei
Carinafolium tatei là một loài rêu trong họ Calymperaceae. Loài này được R.S. Williams mô tả khoa học đầu tiên năm 1931.